# Soul to Soul (Stevie Ray Vaughan)
Soul to Soul è il terzo album di Stevie Ray Vaughan and Double Trouble, pubblicato dalla Epic Records nel settembre del 1985. I brani del disco furono registrati nel marzo-maggio 1985 al Dallas Sound Labs. di Dallas (Texas) ed al Texas and Riverside Sound di Austin, Texas (Stati Uniti).

## Tracce
Lato A
1. Say What! – 5:22 (Stevie Ray Vaughan)
2. Lookin' out the Window – 2:48 (Doyle Bramhall)
3. Look at Little Sister – 3:07 (Hank Ballard)
4. Ain't Gone 'n' Give Up on Love – 6:06 (Stevie Ray Vaughan)
5. Gone Home – 3:04 (Eddie Harris)

Durata totale: 20:27
Lato B
1. Change It – 3:56 (Doyle Bramhall)
2. You'll Be Mine – 3:43 (Willie Dixon)
3. Empty Arms – 3:00 (Stevie Ray Vaughan)
4. Come On (Part III) – 4:31 (Earl King)
5. Life Without You – 4:17 (Stevie Ray Vaughan)

Durata totale: 19:27
Edizione CD del 1999, pubblicato dalla Epic/Legacy Records (494131 2)
1. Say What! – 5:23 (Stevie Ray Vaughan)
2. Lookin' out the Window – 2:48 (Doyle Bramhall)
3. Look at Little Sister – 3:08 (Hank Ballard)
4. Ain't Gone 'n' Give Up on Love – 6:07 (Stevie Ray Vaughan)
5. Gone Home – 3:07 (E. Harris)
6. Change It – 3:57 (Doyle Bramhall)
7. You'll Be Mine – 3:45 (Willie Dixon)
8. Empty Arms – 3:03 (Stevie Ray Vaughan)
9. Come On (Part III) – 4:31 (Earl King)
10. Life Without You – 4:28 (Stevie Ray Vaughan)
11. SRV Speaks – 1:42 – Bonus Track
12. Little Wing/Third Stone from the Sun – 13:32 (Jimi Hendrix) – Bonus Track - Registrato nel marzo 1985
13. Slip Slidin' Slim – 1:42 (Danny Kadar) – Bonus Track - Registrato nel marzo 1985

Durata totale: 57:13

## Musicisti
- Stevie Ray Vaughan - chitarra, voce
- Chris Whipper Layton - batteria
- Tommy Shannon - basso
- Reese Wynans - tastiere
- Joe Sublett - sassofono

Note aggiuntive
- Stevie Ray Vaughan and Double Trouble e Richard Mullen - produttori
- John Hammond - produttore esecutivo
- Mikie Harris - assistente produttore esecutivo
- Richard Mullen - ingegnere del suono, missaggio
- Ron Cote - assistente ingegnere del suono
- L'album è dedicato alla memoria di Charlie Wirz[1]